# Andreas Gryphius
Andreas Gryphius (Glogau, 1616. október 2. – Glogau, 1664. július 16.) (eredeti nevén Andreas Greif) német költő és drámaíró, a német barokk irodalom egyik legkiemelkedőbb alakja, a 17. század legkiemelkedőbb szonettköltője.

## Élete
Gryphius apja, Paul Greif Glogau diakónja volt, de korán, 1621-ben elhalálozott. Mostohaapját, Michael Eder protestáns tanárt a császári csapatok elűzték röviddel azután, hogy 1628-ban Gryphius anyja tüdőbajban meghalt. Gryphius nem hagyhatta el a várost (mint minden 15 év alatti fiatal annak idején), de röviddel később követhette mostohaapját Driebitzbe, egy kis lengyel faluba. 1632-ben már Wschowában lakott és a görlitzi Augustum gimnázium diákja volt. 1634-től 1636-ig Gdańskba járt gimnáziumba. Ezt követően a Schönborner (lovagi) család házitanítója lett, később pedig az akkori Kelet-Poroszországban lakott, ahol több fontos művét írta.
1638-ban Gryphius elkísérte mecénása, Schönborner két fiát Hollandiába. Ő maga hat évig ott maradt és beiratkozott a leideni egyetemre. 1640-ben meghalt öccse, Paul, majd röviddel később húga, Anna Maria is, sőt Gryphius is komolyan megbetegedett. 1647. májusáig a Strasbourgban járt egyetemre. Ezután hazatért szülőföldjére, majd Berlinben tartózkodott. Évekkel később újabb utat tett Hollandiába.
1649. január 12-én Gryphius feleségül vette Rosina Deutschländert. A házasságból négy fiú és három lány született. Legidősebb fia, Christian Gryphius jelentette meg később apja írásait részben átdolgozott formában.
1662-ben IV. Vilmos Sachsen-Weimar hercege felvette Gryphiust a Societas Fructifera irodalmi egyletbe, a barokk irodalom legnagyobb egyesületébe. Itt a Halhatatlan nevet kapta. A kötheni társaságkönyvben megtalálható Gryphius bejegyzése a 788. számon.1664. július 14-én halt meg agyvérzésben.
Családját korán elvesztette, szülőhazája elpusztult a harmincéves háborúban és az azt követő fosztogatásokban. Káosz és vallási üldözések nyomták rá bélyegüket az őt körülvevő valóságra. Tragédiáiban és verseiben érthető módon központi helyet kapott a szenvedés, az erkölcs teljes kudarca a háborúban, az emberek magánya, békétlensége és őrülete. Több utalást is találunk költeményeiben az emberi hiúságra, a barokk korszak jellegzetes motívumára, minden emberi tevékenység hiábavalóságára, s könyörtelen halandóságára. Jó példa erre
Gryphius egyik költeménye: „Es ist alles eitel” (Minden hiúság). A német irodalomórák elmaradhatatlan tananyaga a „Tränen des Vaterlandes” (A haza könnyei, 1636.) című szonettje, amelyben Gryphius a háború keserveiről ír.

## Művei

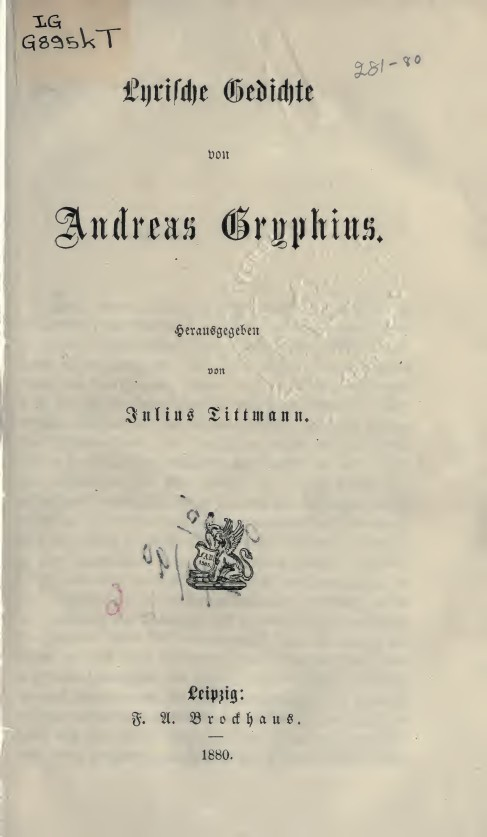
Lyrische Gedichte (1880)

- Fewrige Freystadt, hrsg. und kommentiert von Johannes Birgfeld. Laatzen, Wehrhahn, 2006
- Sonette (Gedichtsammlung), Lissa, 1637
- Son- und Feyrtags-Sonette, Leiden, 1639
- Leo Armenius, oder Fürstenmord (Trauerspiel), Regensburg, 1660
- Katharina von Georgien, oder bewehrete Beständigkeit (Trauerspiel), 1647–1657
- Cardenio und Celinde, oder unglücklich Verliebte (Trauerspiel), Breslau, 1661
- Ermordete Majestät oder Carolus Stuardus König von Gross Britanien (Trauerspiel), 1657. gründlich überarbeitete Fassung, 1663
- Großmütiger Rechts-Gelehrter, oder Sterbender Aemilius Paulus Papinianus (Trauerspiel), Breslau, 1659
- Horribilicribrifax Teutsch (Scherzspiel), hrsg. Gerhard Dünnhaupt. Stuttgart, Reclam, 1976. u.ö. (RUB 688)
- Absurda Comica oder Herr Peter Squenz (Schimpfspiel), hrsg. Gerhard Dünnhaupt und Karl-Heinz Habersetzer. Stuttgart: Reclam, 1983 u.ö. (RUB 7982)
- Verlibtes Gespenste / Die gelibte Dornrose (Doppeldrama), Breslau, 1660
- Die eigne Dekadenz (Gedicht über Selbstzweifel), 1648
- Abend Kritisches Gedicht, 1650
- Tränen in schwerer Krankheit (1663)
- Es ist alles eitel (1637)

## Magyarul
- Felirat a mulandóság templomán; vál., ford., utószó Márton László; Helikon, Bp., 1984 (Helikon stúdió)
- A porszem és a Minden. Andreas Gryphius 141 istenes szonettje; ford. Szénási Sándor; Kálvin, Bp., 2000
- Absurda comica vagy Squenz Péter úr; inː Három német vígjáték; ford. Viola József; Orpheusz, Bp., 2003